# Mecodema
Mecodema là một chi bọ cánh cứng trong họ Carabidae.

## Các loài
- Mecodema allani Fairburn, 1945
- Mecodema brittoni Townsend, 1965
- Mecodema bullatum Lewis 1902
- Mecodema crenaticolle Redtenbacher, 1868
- Mecodema crenicolle Castelnau, 1867
- Mecodema ducale Sharp, 1886
- Mecodema dux Britton, 1949
- Mecodema elongatum Castelnau, 1867
- Mecodema fulgidum Broun, 1881
- Mecodema gourlayi Britton, 1949
- Mecodema hector Britton, 1949
- Mecodema howitti Castelnau
- Mecodema huttense Broun, 1915
- Mecodema impressum Castelnau, 1867
- Mecodema infimate Lewis, 1902
- Mecodema laeviceps Broun, 1904
- Mecodema laterale Broun, 1917
- Mecodema lucidum Castelnau, 1867
- Mecodema minax Britton, 1949
- Mecodema morio (Castelnau, 1867)
- Mecodema oconnori Broun
- Mecodema politanum Broun, 1917
- Mecodema pulchellum Townsend, 1965
- Mecodema punctellum (Broun, 1921)
- Mecodema quoinense Broun, 1912
- Mecodema rex Britton, 1949
- Mecodema simplex Castelnau, 1867
- Mecodema spiniferum Broun, 1880
- Mecodema validum Broun, 1923

## Hình ảnh

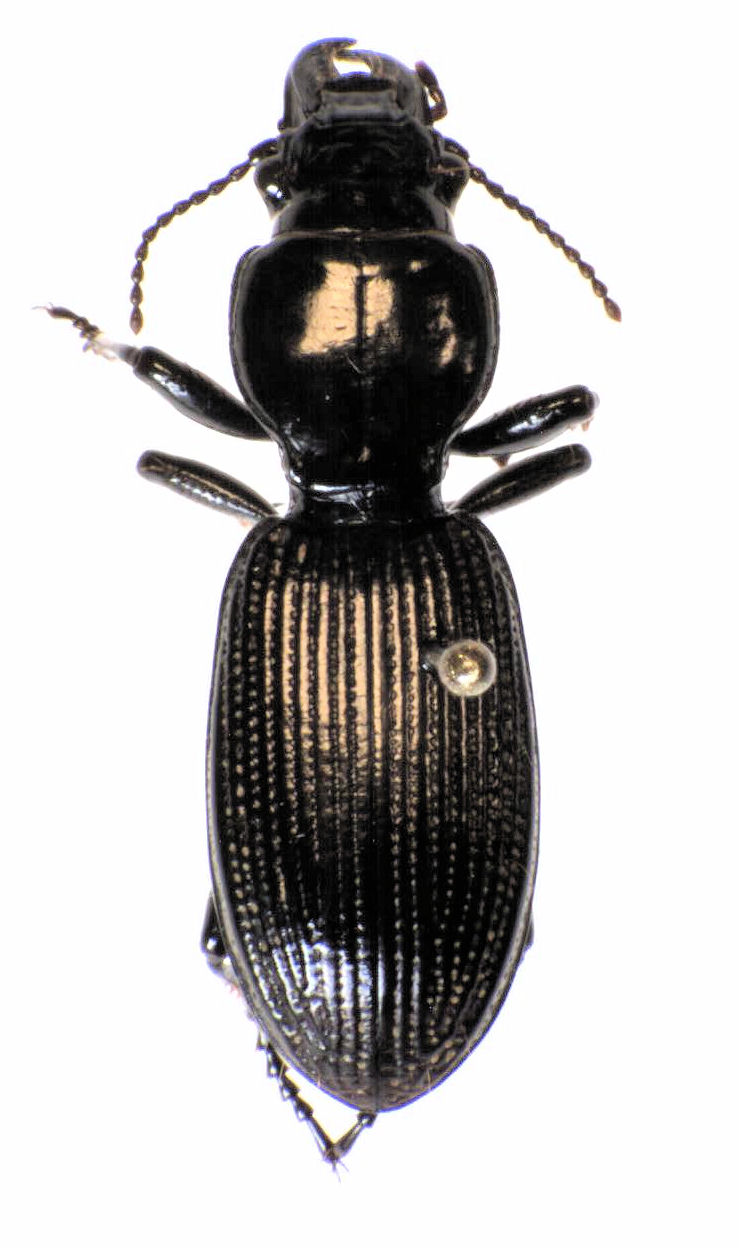
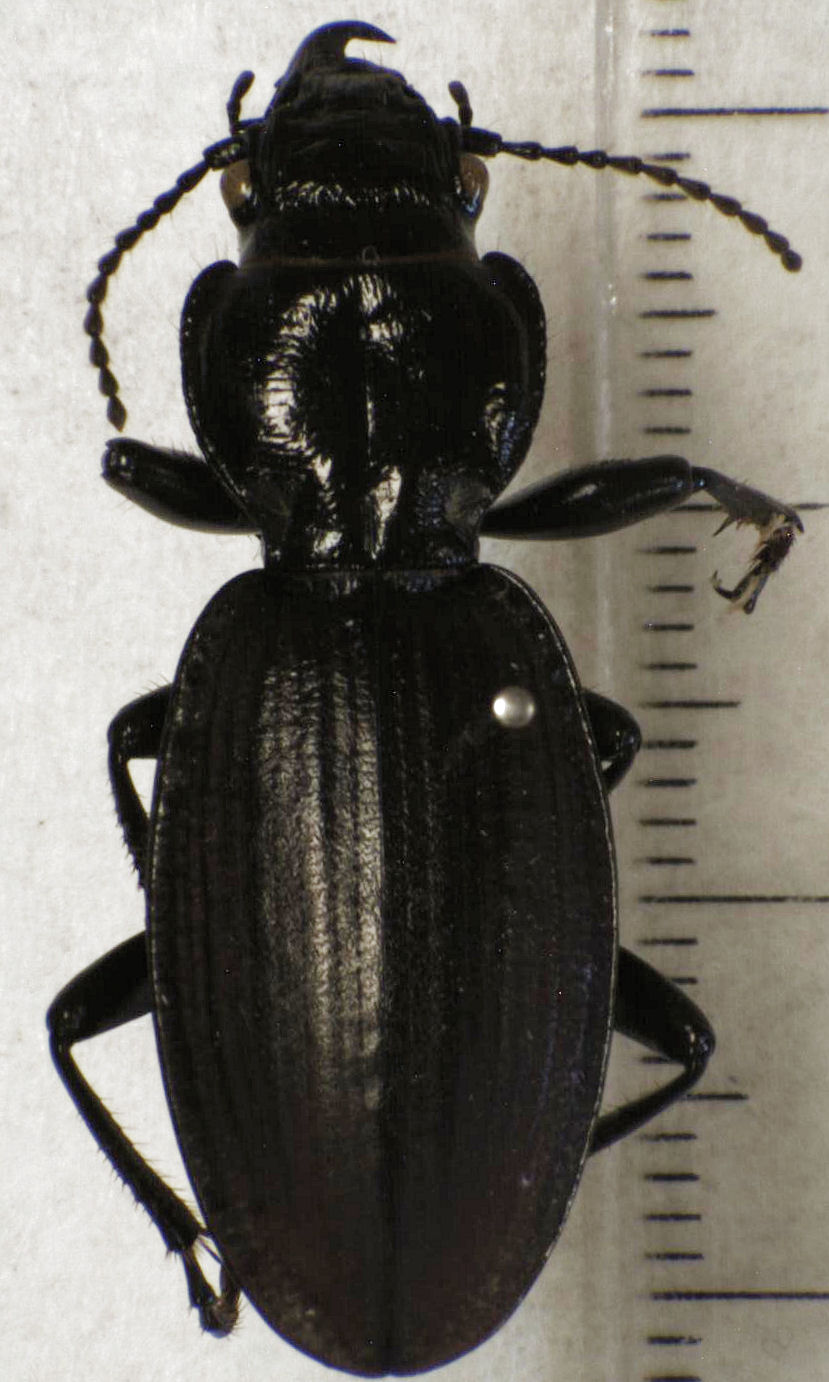